# Mertert
Mertert (letzeburgsk: Mäertert) er en kommune og et byområde i Luxembourg. Kommunen, som har et areal på 15,25 km², ligger i kantonen Grevenmacher i distriktet Grevenmacher. I 2005 havde kommunen 3.365 indbyggere.

## Galleri
- Mertert Kirke

49°42′05″N 6°28′50″Ø / 49.7014°N 6.4806°Ø